# Andrew Rayel
Andrew Rayel, de son vrai nom Andrei Rață, né le 21 juillet 1992, est un disc jockey et producteur de musique trance moldave.

## Biographie
Andrei Rață est né de parents roumains de Moldavie. Bien qu'Andrew ait commencé à produire et développer son style dès l'âge de 13 ans en mixant notamment des sons électroniques avec de la musique classique, sa carrière musicale ne débute réellement qu'en 2009, à l'âge de 17 ans. Ses morceaux sont produits sous le label Armada Music, cofondé par Armin van Buuren, dont il bénéficie du soutien. Ses morceaux sont fréquemment joués dans l'émission hebdomadaire A State of Trance de Armin van Buuren, ce qui contribue à populariser sa musique. De même, d'autres DJ de premier rang comme Tiësto, Markus Schulz, Dash Berlin incluent souvent ses morceaux dans leurs sets. Andrew Rayel fait par ailleurs partie des DJs de la tournée mondiale A State of Trance 600 Expedition Tour en 2013, tout comme d'autres événements très médiatisés. Il est à nouveau à l'affiche de la tournée mondiale A State of Trance 650 en 2014.
Il est connu pour des réalisations musicales comme Aeon of Revenge, How Do I Know (feat. Jano), Zeus ou Until The End (feat. Jwaydan). En 2013, Andrew Rayel est classé vingt-huitième, puis vingt-quatrième en 2014 du DJ Mag Top 100, considéré comme une référence dans le monde de la musique électronique,. Le 6 septembre 2013, il sort sa première compilation, Mystery of Aether, qui inclut des morceaux de W&W, Armin van Buuren, Airbase, Orjan Nilsen (en) ou Tenishia (en). Fin 2013, il produit et diffuse plusieurs fois par mois son propre podcast, tout d'abord sur Soundcloud puis début 2014 également sur iTunes. Il s'agit d'un set mixé d'environ une heure enchainant une sélection des meilleurs morceaux trance et trance progressive du moment.
Son premier album studio Find Your Harmony est publié le 30 mai 2014,.

## Discographie

### Albums studio
- 2014 : Find Your Harmony
- 2014 : Find Your Harmony 2015
- 2017 : Moments

### Compilations
- 2013 : Mystery of Aether[7]

### Singles
- 2010 : Always In Your Dreams (feat. Flaya)
- 2011 : Aether
- 2011 : Opera
- 2011 : Drapchi / Deflageration
- 2011 : 550 Senta / Believe
- 2012 : Aeon of Revenge / Source Code
- 2012 : How Do I Know (feat. Jano)
- 2012 : Coriolis / Exponential
- 2013 : Musa / Zeus
- 2013 : Sacramentum (avec Bobina)
- 2013 : We Are Not Afraid Of 138 (avec Alexandre Bergheau)
- 2013 : Dark Warrior
- 2013 : Until The End (feat. Jwaydan)
- 2014 : EIFORYA
- 2014 : Goodbye (feat. Alexandra Badoi)
- 2014 : One In A Million (feat. Jonathan Mendelsohn)
- 2014 : Followed By Darkness
- 2015 : Miracles (feat. Christian Burns)
- 2015 : We Bring The Love (feat. Sylvia Tosun)
- 2015 : Daylight (feat. Jonny Rose)
- 2015 : Mimesis (avec Alexander Popov)

### Remixes
- 2011 : Karybde & Scilla – Tokyo (Andrew Rayel Remix)
- 2011 : Ruben de Ronde – Timide (Andrew Rayel Remix)
- 2011 : Faruk Sabanci – Maidens Tower 2011 (Andrew Rayel 1AM Remix)
- 2011 : W&W vs. Jonas Stenberg – Alligator Fuckhouse (Andrew Rayel Stadium Remix)
- 2011 : Tiësto feat. Kay - Work Hard, Play Hard (Andrew Rayel Hard Remix)
- 2012 : Luke Terry – Tales From The Forest (Andrew Rayel Sunrise/Sundown Remixes)
- 2012 : Craig Connelly – Robot Wars (Andrew Rayel Stadium Remix)
- 2012 : Roger Shah feat. Carla Werner – One Love (Andrew Rayel Remix)
- 2012 : Fabio XB & Wach vs. Roman Sokolovsky – Eternal (Andrew Rayel Remix)
- 2012 : Fady & Mina – Kepler 22 (Andrew Rayel Aether Remix)
- 2012 : Bobina – The Space Track (Andrew Rayel Stadium Remix)
- 2012 : Tenishia – Where Do We Begin (Andrew Rayel Remix)
- 2012 : Armin van Buuren feat. Jan Vayne – Serenity (Andrew Rayel Aether Remix)
- 2012 : Armin van Buuren & Markus Schulz – The Expedition (ASOT 600 Anthem) (Andrew Rayel Remix)
- 2013 : Andy Moor & Betsy Larkin – Love Again (Andrew Rayel Remix)
- 2013 : Kyau & Albert - All Your Colours (Andrew Rayel Remix)
- 2013 : Zedd feat. Foxes - Clarity (Andrew Rayel Remix)
- 2013 : Jamaster A feat. Bi Bi Zhou - I Miss You Missing Me (Andrew Rayel vs. Jamaster A Stadium Remix)
- 2013 : Dash Berlin feat. Sarah Howells - Go It Alone (Andrew Rayel Remix)
- 2013 : Alex M.O.R.P.H feat. Silvia Tosun - An Angel's Love (Andrew Rayel Aether Remix)
- 2013 : Faithless - Insomnia (Andrew Rayel Remix)
- 2013 : Armin van Buuren feat. Miri Ben-Ari - Intense (Andrew Rayel Aether Mix)
- 2015 : Armin van Buuren - Save My Night (Andrew Rayel Remix) [Armind (Armada)]